# Франциск Сарсе
Франци́ск Сарсе́ (фр. Francisque Sarcey; 8 жовтня 1827,  — 16 травня 1899) — французький письменник, публіцист і театральний критик.

## Життєпис
Народився у муніципалітеті Дурдан, у регіоні Іль-де-Франс, департамент Ессонн, Франція.
Закінчив Вищу нормальну школу в Парижі, деякий час був викладачем.
З 1860 року цілком віддається літературній і журналістській діяльності.
Будучи помірним лібералом, він у своїх судженнях про явища мистецтва керувався критерієм «здорового глузду», тобто писав так, як це було прийнятно і зрозуміло для середнього паризького буржуа. Як театральний критик, Ф. Сарсе дуже швидко посів одне з провідних місць. Він нерідко звеличував твори, що вирізнялися виключно зовнішніми ефектними положеннями, часто замовчуючи п'єси тих драматургів, які, цураючись штучних ефектів у побудові інтриги, намагалися дати більш поглиблену картину людських переживань і відносин. Захисник французьких комедійних традицій. Ф. Сарсе надмірно звеличував Е. Лабіша і Гандільйо, вважав Е. Скріба і В. Сарду чи не першими драматургами Франції, водночас залишився цілком чужим до нових віянь у галузі драматургії, пов'язаних з іменами Г. Ібсена, Л. Толстого, Г. Гауптмана та Г. Зудермана.
Помер у Парижі. Похований на цвинтарі Монмартр.

## Основні твори
- Le nouveau seigneur de village (укр. Новий господар села, 1862);
- Le siege de Paris (укр. Облога Парижа, 1871);
- Etienne Moret (укр. Етьєн Море, 1876);
- Comédiens et comediennes (укр. Актори й акторки, 1878—1884);
- Souvenirs de jeunesse (укр. Спогади молодості, 1884);
- Souvenirs d'âge mur (укр. Спогади зрілого віку, 1892).